# Baia di Kilkieran
La baia di Kilkieran (Kilkieran Bay in inglese) è una considerevole e complessa baia del Connemara meridionale, situata ad ovest di quella di Galway che si estende affacciandosi a sud dal centro di Ardmore a quello di Carraroe.

## Descrizione

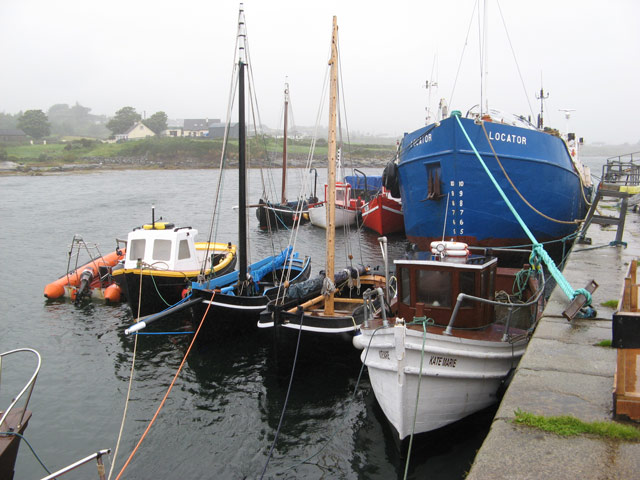
Il porticciolo di Kilkieran

All'interno cella baia ci sono molte isole, spesso collegate da ponti per la loro vicinanza alla terraferma, delle quali spiccano Lettermore e Gorunma.
Data la complessità delle lingue di terra che si intrecciano nel mare e delle numerosissime isole, spesso non facilmente distinguibili dalle penisole a causa della loro vicinanza alla terraferma, la morfologia della baia è molto complessa e forma altri bracci di mare, la  baia di Camus ad est, la  baia di Casheen sulle rive di Gorunma Island e la  baia del Grande Uomo (Greatman's Bay) tra Lettermore e la terraferma.